# Polemon acanthias
Espèce
Synonymes
- Urobelus acanthias Reinhardt, 1860

Statut de conservation UICN

 LC  : Préoccupation mineure
Polemon acanthias est une espèce de serpents de la famille des Lamprophiidae.

## Répartition
Cette espèce se rencontre :
- en Côte d'Ivoire ;
- au Ghana ;
- au Togo ;
- au Sierra Leone ;
- au Liberia ;
- en Guinée.

## Description
C'est un serpent venimeux.

## Publication originale
- Reinhardt, 1861 "1860" : Herpetologiske Middelelser. II. Beskrivelser af nogle nye til Calamariernes Familie henhörende Slänger. Videnskabelige meddelelser fra den Naturhistoriske forening i Kjöbenhavn, vol. 1860, p. 229-250 (texte intégral).